# Alluvione di Grosseto del 4 novembre 1966
L'alluvione di Grosseto del 4 novembre 1966 fu un evento calamitoso che interessò la città di Grosseto, la pianura circostante e parte della Valle dell'Ombrone. Le cause furono le intense piogge che si verificarono anche nei giorni precedenti lungo il bacino del fiume Ombrone e del suo affluente Orcia. Ciò fu parte di un vasto evento di intense piogge verificatosi in buona parte dell'Italia in quei giorni, che portò nello stesso giorno ad analoghe alluvioni a Firenze, Venezia e Chioggia, Pisa e altre città del centro-nord.
Le acque dell'Ombrone ruppero gli argini la mattina del 4 novembre 1966 ed esondarono, allagando le campagne e causando ingenti danni nel capoluogo maremmano, dove in alcuni punti l'acqua raggiunse i tre metri e mezzo di altezza.
L'alluvione non fu una esondazione, bensì un collasso in quattro punti dell'argine del fiume Ombrone; esso fu causato in parte sia dai venti di scirocco che frenavano il deflusso a mare, sia dalla massicciata del ponte sulla statale Aurelia, comunemente chiamato ponte Mussolini. Ci fu un solo morto in quanto al tempo il 4 novembre era festa e quindi tutte le principali attività erano ferme. Per capire la dimensione del fenomeno occorre tenere conto che la portata media del fiume Ombrone è di 25 m³/s e che quel giorno superò i 4000 m³/s.
Presso la Fattoria Acquisti, nelle campagne di Braccagni a nord della città, si contò una vittima, il buttero Santi Quadalti, travolto dalla piena mentre cercava di mettere in salvo le proprie mandrie, insignito della medaglia d'oro.